# Jesús Silva (futbolista)
Manuel Jesús Silva González, (Pudahuel, Santiago, Chile, 18 de marzo de 1988) es un futbolista chileno, juega de centrocampista en Santiago Morning de la Primera B de Chile.

## Clubes
| Club                  | País  | Año           |
| --------------------- | ----- | ------------- |
| Cobreloa              | Chile | 2008 - 2009   |
| Pudahuel Barrancas    | Chile | 2010          |
| San Luis de Quillota  | Chile | 2011          |
| Deportes Temuco       | Chile | 2012          |
| Deportes Puerto Montt | Chile | 2013 - 2014   |
| Ñublense              | Chile | 2014 - 2015   |
| Deportes La Pintana   | Chile | 2015-2016     |
| Ñublense              | Chile | 2016-2017     |
| Deportes Melipilla    | Chile | 2017          |
| Santiago Morning      | Chile | 2019-presente |

- Datos: Q5930671